# Banoudim
Banoudim (ou Noudim) est un village du Cameroun situé dans le département du Ndé et la région de l'Ouest. Il appartient à la commune de Bangangté. 

## Population
Lors du recensement de 2005, la population de Banoudim était de 77 personnes.

## Référence
1. 1 2  Répertoire actualisé des villages du Cameroun. Troisième recensement général de la population et de l'habitat du Cameroun, Bureau central des recensements et des études de population, vol. 4, tome 7, 2005, p. 353